# 里奇維爾 (密蘇里州道格拉斯縣)
里奇維爾（英語：Reedville）是位於美國密蘇里州道格拉斯縣的非建制地區。

## 歷史
里奇維爾的郵局於1870年設立，其後於1933年停運。

## 地理
里奇維爾所處的海拔為高於海平面363米（即1191英呎），而該地所採用的時區為UTC-6，即北美中部時區（CST）。同時該地設有夏令時間，為UTC-6調快一小時，即UTC-5（CDT）。